# Elizabeth Wong
Elizabeth Wong (* 1958 in Southgate/Kalifornien) ist eine preisgekrönte US-amerikanische Dramatikerin, deren Arbeiten häufig die Situation chinesischer Amerikaner zum Thema haben.

## Leben und Arbeit
Nach einer schwierigen Kindheit in der Chinatown von Los Angeles beschäftigte Elizabeth Wong, deren Vorfahren aus China eingewandert waren, sich früh mit der chinesisch-amerikanischen Schauspielerin Anna May Wong, die für sie zum Vorbild und Studienobjekt wurde. 1995 widmete sie ihr das Schauspiel „China Doll“.
Elizabeth Wong studierte zunächst an der University of Southern California in Los Angeles. Angeregt durch den Erfolg ihres ehemaligen Highschool-Mitschülers, des Dramatikers David Henry Hwang, ging sie nach New Haven (Connecticut) zur Yale School of Drama, wo sie bei Leon Katz studierte und auch zu schreiben begann. Anschließend setzte sie ihr Studium an der Tisch School of the Arts der New York University fort.
In den 1980er Jahren arbeitete Wong als Produktionshelferin (field producer) für den Fernsehkanal NXT-TV Channel Two News und als Reporterin für zwei Zeitungen (The San Diego Tribune, San Diego, Kalifornien; The Hartford Courant, Hartford (Connecticut)).
1991 erfolgte am New Yorker Pan Asian Repertory Theatre die Uraufführung von Elizabeth Wongs Schauspiel „Letters to a Student Revolutionary“, das von der Begegnung zweiter Frauen – einer Chinesin und einer amerikanischen Chinesin – während des Tian’anmen-Massakers handelt. Daneben arbeitete Wong in den frühen 1990er Jahren als Autorin für die Walt Disney Studios, als Dramaturgin am Actors Theater of Louisville (Louisville (Kentucky)), als Lehrerin am David Henry Hwang Playwriting Institute (Los Angeles) und als Kolumnistin der Los Angeles Times.
1994 schrieb Wong das Drehbuch für die ABC-Produktion „All-American Girl“, eine bis 1995 ausgestrahlte Fernsehserie, die die erste amerikanische Sitcom mit einer fernöstlichen Hauptdarstellerin (Margaret Cho) war.
In jüngerer Vergangenheit hat Elizabeth Wong am Bowdoin College in Brunswick (Maine), an der University of Southern California und an der University of California, Santa Barbara gelehrt. Sie ist außerdem ein Mitglied des Circle Repertory Theater Playwright's Project, des  Women's Project Lab , der Dramatists Guild of America und ein beratendes Vorstandsmitglied des Theatre Emory in Atlanta.

## Preise
Für ihre schriftstellerische Arbeit hat Elizabeth Wong zahlreiche Preise erhalten. „Letters to a Student Revolutionary“ brachte ihr in Colorado Springs den Theatreworks Award ein. Ihr Schauspiel über Anna May Wong – „China Doll“ (1995) – wurde mit dem David Mark Cohen National Playwriting Award, dem Petersen Emerging Playwright Award und dem Jane Chambers Award ausgezeichnet.

## Arbeiten von Elizabeth Wong (Auswahl)
- 1990 – Kimchee and Chitlins: A Serious Comedy about Getting Along (Schauspiel)
- 1991 – Letters to a Student Revolutionary (Schauspiel)
- 1992 – The Concubine Spy (Schauspiel)
- 1994 – All-American Girl (19-teilige Fernsehserie)
- 1995 – China Doll: The Imagined Life of An American Actress (Schauspiel)
- 1996 – The Play Formerly Known as The Happy Prince (Schauspiel)
- 1997 – The Happy Prince (Schauspiel)
- 1997 – Explorator-yum (Schauspiel)